# Cantanhede (Brazylia)
Cantanhede – miasto i gmina w Brazylii leżące w stanie Maranhão. Gmina zajmuje powierzchnię 773,010 km². Według danych szacunkowych w 2016 roku miasto liczyło 21 617 mieszkańców. Położone jest około 120 km na południe od stolicy stanu, miasta São Luís, oraz około 1700 km na północ od Brasílii, stolicy kraju. 
W 2014 roku wśród mieszkańców gminy PKB per capita wynosił 4840,05 reais brazylijskich.